# Roland Pierroz
 (août 2022).
Si vous disposez d'ouvrages ou d'articles de référence ou si vous connaissez des sites web de qualité traitant du thème abordé ici, merci de compléter l'article en donnant les références utiles à sa vérifiabilité et en les liant à la section « Notes et références ».
Roland Pierroz, né le 26 août 1942 à Martigny, décédé dans la nuit du 6 au 7 avril 2015, est un cuisinier suisse. 

## Biographie
En 1946, son père Roger et sa mère Anita ouvrent un tea-room à Verbier, le Rosalp. Après avoir terminé son apprentissage à l'Hôtel Beau-Rivage à Lausanne en 1958, il reprend le restaurant de son père en 1969. En 1980, il reçoit la note 16/20 au Gault-Millau ainsi que 2 toques. La troisième vient en 1985, puis la quatrième, accompagnée d'une note de 19/20 et du titre de cuisinier de l'année, en 1992. Roland Pierroz a aussi reçu une étoile par le guide Michelin.
En février 2007 il vend Le Rosalp à un groupe d’investisseurs suisses pour prendre sa retraite. Il est alors encore président des Relais et Châteaux suisses (remplacé par Philippe Vuillemin en avril 2007), vice-président des Grandes Tables de Suisse et président de l'office de tourisme de Verbier. [réf. souhaitée]

## Ses livres
- Recettes du Mont d'Or
- Mille et une saveurs
- Vertiges, Éditions Favre, 2002